# Станні ван Пассхен
Станні ван Пассхен (24 квітня 1957) — бельгійський вершник.
Бронзовий призер Олімпійських Ігор 1976 року в командному конкурі, учасник 1996, 2004 років.
Бронзовий призер Всесвітніх ігор з кінного спорту 2002 року в командному конкурі.